# فرودگاه صحرایی آنتیک
فرودگاه صحرایی آنتیک (به انگلیسی: Antique Airfield) یک فرودگاه خصوصی است که یک باند فرود چمن دارد و طول باند آن ۷۱۶ متر است. این فرودگاه در کشور ایالات متحده آمریکا قرار دارد و در ارتفاع ۲۷۱ متری از سطح دریا واقع شده است.